# Serica gonggashanica
Serica gonggashanica är en skalbaggsart som beskrevs av Ahrens 2005. Serica gonggashanica ingår i släktet Serica och familjen Melolonthidae. Inga underarter finns listade i Catalogue of Life.